# Hans-Henning von Voigt

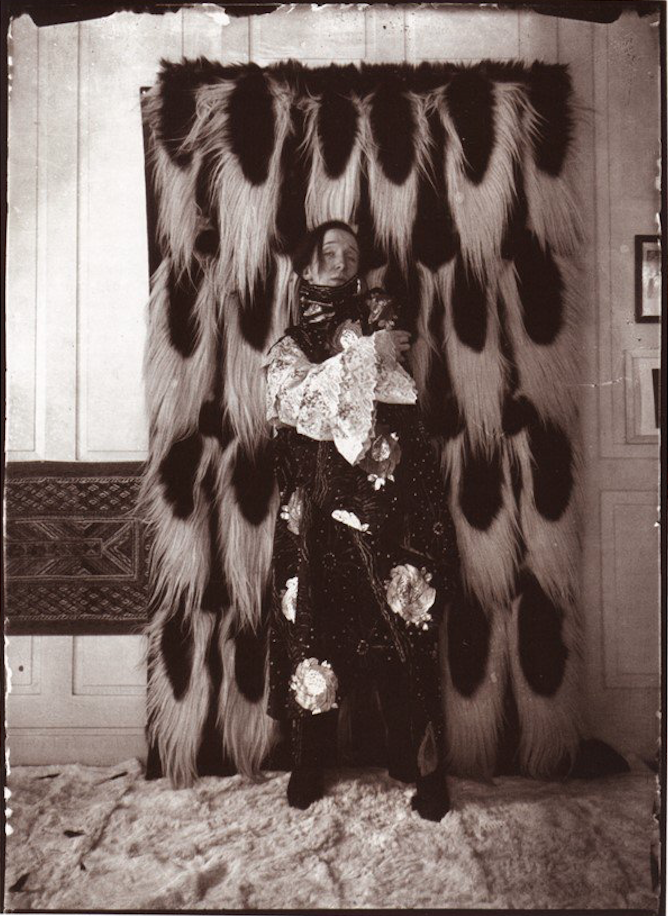
Alastair, Hans-Henning von Voigt, in einem Tanzkostüm

 Hans-Henning von Voigt, auch Hans-Henning Baron von Voigt-Alastair, Pseudonym Alastair, (* 20. Oktober 1887 in Karlsruhe; † 30. Oktober 1969 in München) war ein deutscher Künstler, Zeichner, Illustrator, Übersetzer und Schriftsteller.

## Leben

### Kindheit und Jugend
Er wurde angeblich am 20. Oktober 1887 in Karlsruhe als Sohn des späteren preußischen Generalleutnants Karl von Voigt (1841–1911) und dessen zweiter Ehefrau Bertha Wutzer (1846–1913) geboren. Um seine Herkunft ranken sich Gerüchte. Hans Werhahn, persönlicher Wegbegleiter des Künstlers in seinen letzten 25 Jahren, erscheint es aus seiner Kenntnis der Verwandten der Familie Voigt unwahrscheinlich, dass er Sohn des späteren preußischen Generals gewesen sein kann. Er geht vielmehr davon aus, dass er – zwei Jahre vor dem in seinem Pass vermerkten Geburtsdatum 20. Oktober 1887 – als illegitimer Sohn des englischen Königs Eduard VII. und einer spanischen Sängerin russisch-jüdischer Herkunft geboren wurde. Wegen seiner Unbotmäßigkeit sei er im Alter von 8 bis 10 Jahren gegen einen offenbar ähnlich aussehenden Bruder ausgetauscht worden, der unheilbar erkrankt war. Nach dem Tod des Bruders übernahm Alastair dessen amtliche Identität, Hans-Henning von Voigt. Nach Alastairs eigenen, nicht nachprüfbaren Erzählungen verbrachte er seine Kindheit in einer sektenähnlichen Vereinigung in Skandinavien. Der norwegische Forscher Fridtjof Nansen soll ihn in Musik (Klavier und Harfe) unterrichtet und ihm vorgelesen haben.

### Vorkriegsjahre
Unter seinem Künstlernamen Alastair wurde er erstmals 1907 in München erwähnt. In den 10 Jahren vor dem Ersten Weltkrieg führte er ein umtriebiges, unstetes Künstlerleben als Tänzer, Pianist, Zeichner und Illustrator mit Aufenthalten in Marburg, Bad Honnef, München, Wiesbaden, Bad Tölz, daneben in London, New York, Berlin und Paris. Sein Aufstieg in der Öffentlichkeit des deutschen und englischen Kunstbetriebes ab 1910 war fulminant, unterstützt von seinem Freund und „Manager“ Hans Hasso von Veltheim. Nach seinen ersten Ausstellungen in Köln und Düsseldorf (1910) folgten Ausstellungen in München und Berlin (1911), in New York und Berlin (1912), London und Wien (1913) sowie auch Tanzaufführungen in London (1913) und Paris (1914). Bei seinem Aufenthalt in Paris führte ihn Gabriele D’Annunzio in die Pariser Gesellschaft ein, wo er unter anderem den hochbegüterten André Germain kennenlernte. 1912 erfolgte die erste Kontaktaufnahme mit dem Londoner Beardsley-Verleger John Lane, bei dem eigene Kunstbuchprojekte (Forty-three Drawings, 1914 erschienen) und Buch-Illustrationsaufträge für das Poem von Oscar Wilde (erschienen erst 1920) abgeschlossen wurden. Mit dem Beginn des Ersten Weltkrieges ging er in die Schweiz, wo er bis 1920 überwiegend in Hotels unter anderem in Zürich, Genf, Lugano, Bern und Lausanne wohnte und seine Beziehung zu André Germain wiederaufnahm, die in einem wechselnden Spannungsfeld von Trennung und Versöhnung verlief und 1929 endgültig zerbrach.

### Zwischen den Weltkriegen
Auch nach dem Ersten Weltkrieg blieb er seinem rastlosen Lebensstil treu. Er verbrachte zunächst noch zwei Jahre in der Schweiz, wo er längere Zeit im Kurhaus Albisbrunn und bei dem Schriftsteller Robert Faesi in der Nähe von Zollikon verbrachte. Zunehmend kehrte er auf Reisen nach Deutschland und Frankreich zurück. Öfters hielt er sich in München auf, bewohnte dort länger das Gartenschloss Lustheim in Schleißheim, lebte in Regensburg, in Versailles und Paris. Anfang der dreißiger Jahre sah man ihn wieder länger in der Schweiz. Ab 1932 lebte er wieder dauerhaft in Deutschland, zunächst in Freiburg, dann in Berlin und München, wo eine Freundschaft mit dem Kunsthistoriker Jakob Reisner begann. In Berlin gehörte Edith Andreae, die Schwester Walter Rathenaus, zu seinen Gönnern, die eine Unterstützung durch ihren Freundeskreis initiierte, später aber selbst in die Schweiz emigrieren musste. Zu Alastairs Gönnern gehörten neben Veltheim auch die Physiker Carl Friedrich von Weizsäcker und Werner Heisenberg, bei denen er zeitweise wohnte. Die zweite Hälfte der 1930er Jahre ist von noch häufigerem Wechsel seiner Aufenthaltsorte geprägt: Er pendelte über Jahre zwischen Hotelaufenthalten und Wohnen bei Freunden unter anderem in Schloss Berg (Kanton Thurgau), im Schloss Hauterive am Neuenburgersee, in Berlin, Leipzig, Freiburg, München und in Schloss Hochhausen bei Neckarelz.
In dieser Zeit verstärkten sich seine zeichnerischen und schriftstellerischen Aktivitäten. Es erschienen Buch-Illustrationen zu eigenen Schriften sowie Illustrationen zu Werken von Émile Zola, Frank Wedekind, Barbey d’Aurevilly, Harry Crosby, E. A. Poe, Oscar Wilde, der Manon Lescaut des Abbé Prévost und zu Choderlos de Laclos. Daneben beschickte er Ausstellungen (Toronto 1921, New York 1925, Paris 1927, Brüssel 1928) und veröffentlichte Gedichtbände (zum Beispiel Das flammende Tal, Die Horen), Gedicht- und Prosaübertragungen ins Deutsche (zum Beispiel von Émile Zola, Jean Cocteau, James Joyce, Théophile Gautier) sowie zu von ihm ausgewählten Briefen der Maria Stuart. Zwischen 1936 und 1964 kam es dann immer mehr zum Erliegen seiner zeichnerischen Aktivitäten.
In diesen und späteren Jahren pflegte er intensivere Freundschaften mit Frauen, so mit Olga Schnitzler, der ehemaligen Ehefrau von Arthur Schnitzler, mit Gertrud Gräfin von Helmstatt auf Schloss Hochhausen bei Neckarelz, mit Gräfin Harrach in deren Stadthaus, der Münchener Pension Biederstein, wo er in einer Zweizimmersuite mit Dachatelier wohnt. Seine Räume verwandelte er – wie zeitlebens – mit Stoffen, Blumen und Düften in einen Salon.

### Krieg und Nachkriegsjahre
Zu Beginn des Zweiten Weltkrieges war Voigt 52 Jahre alt. Er blieb während des gesamten Krieges in Deutschland, wo er sich länger bei dem Papierfabrikantenehepaar Felix und Lilly Schoeller von der Felix Schoeller Gruppe auf Gut Sandfort bei Osnabrück aufhielt, daneben auch in Berlin, Freiburg und München. 1942 wohnte er länger in einem Hotel im Schwarzwald (Gernsbach). 1944 wurde er vorübergehend in Konstanz sesshaft. Kontakte zu Sympathisanten des 20. Juli führten zu Vernehmungen durch die Gestapo.
In den Nachkriegsjahren lebte er wechselnd in Bonn (1947/48), Neckarelz, Bad Nauheim und zunehmend häufiger und länger in München unter zahllosen Adressen.
Auch in der Nachkriegszeit erlebte er in seinen späteren Jahren noch einige Ausstellungen unter anderem in Paris (1965) und München (1965, 1968), Hamburg (1969) und Baden-Baden (1969).
Hans-Henning von Voigt starb am 30. Oktober 1969 im Alter von 82 Jahren in München. Die Beisetzung fand am 3. November 1969 statt.

### Grabstätte
Die Grabstätte von Hans-Henning von Voigt befindet sich auf dem Münchner Waldfriedhof (Grabnr. 234-W-4).

### Werke in Moritzburg
Der Besitz seines lebenslangen Freunds und Gönners Veltheim, Schloss Ostrau bei Halle, wurde während der Bodenreform enteignet. Die umfangreiche Kunstsammlung Veltheims von frühen Zeichnungen Alastairs wurde damals in die Moritzburg in Halle verbracht, wo sie bis heute verwahrt wird. Sie wurde dort 2004 erstmals in vollem Umfang gezeigt und durch weitere, überwiegend spätere Werke aus ganz Deutschland ergänzt.

## Stil und Persönlichkeit
Die Rolle seiner Kindheit, die an ein Kaspar-Hauser-Schicksal erinnert, dürfte sich auf seine psychische Entwicklung ausgewirkt haben. Er versuchte sein wurzelloses Schicksal zu verbergen und zu mystifizieren, das er als Inbegriff der Heimatlosigkeit verstand und dem er in seiner Kunst beispielhaften Ausdruck zu verleihen suchte. Daher wahrscheinlich die Unruhe eines immer auf Durchreise befindlichen, daher seine verschiedenen Pseudonyme, die immer erneute Verschleierung seiner Identität bis hin zur Verdunklung seiner Herkunft, das Verstecken seiner selbst in merkwürdigem Kontrast zu seiner ästhetizistischen Selbstinszenierung. Ein „zarter, zerbrechlich wirkender Mann“, ohne Heimat, ein Unbehauster – selbst in der Sprache, er beherrschte wenigstens vier Sprachen perfekt: Englisch und Französisch, aus denen er übersetzt hat und die ihm am vertrautesten waren, sowie Deutsch und Spanisch. Eine eigentliche Muttersprache hatte er nicht.
Alastairs Zeichnungen – seine eigentliche und herausragende Kunst – verleugnen nicht ihre Herkunft aus dem Jugendstil, sie haben vieles mit den Zeichnungen Beardsleys gemeinsam. Sie erinnern an japanische Holzschnitte und erscheinen durchdrungen von der Liebe zur Perfektion. Auffällig in vielen Werken Alastairs sind die Gewänder seiner dargestellten erotisierenden Figuren und die Verzerrung der Perspektive in ein flaches Bild, scheinbar magisch angezogen von edlen Stoffen, Seide, Brokat, Samt, Chiffon, Pelzen und Spitzen. Er bevorzugt häufig starke (großflächige) Schwarz-Weiß-Kontraste, was im Hinblick auf die häufige Reproduktionstechnik bei Illustrationen vorteilhaft ist. Er wurde als der „brillante Stiftsticker“ („brilliant pen-embroider“) charakterisiert, der mit feiner Feder Spitzen aufs Papier haucht, Flächen sorgfältig mit den zartesten schwarz-weiß kontrastierenden Mustern bedeckt. Typisch sind auch die oft organisch wirkenden Ornamente und geschwungenen Linien in seinen Bildern. Er wird in seinen stilistischen Mitteln als ein typischer Künstler aus der kurzen Epoche des „Fin de Siècle“ und der „Décadence“ gekennzeichnet.

## Illustrationen (Zeichnungen und Graphiken) in Büchern
- Jules Barbey d’Aurevilly: Die Rache einer Frau. Neun Illustrationen, Wien: Avalun-Verlag, 1924
- Loïs Cendré (André Germain): Poemes pour Pâques. 7 Illustrationen, Privatdruck, Genf, 1915
- Prosper Mérimée: Carmen. Novelle. 12 farbige Illustrationen, Zürich: Rascher & Co., 1920* 43 Zeichnungen. London und New York: John Lane sowie Toronto: Bell and Cockburn, 1914
- Harry Crosby: Red Skeletons. 9 Illustrationen, Paris: Editions Narcisse, 1927
- Choderlos de Laclos: Les Liaisons Dangereuses. 7 Illustrationen, 2 Vol., Paris: The Black Sun Press, 1929/30 – Amerikan. Ausgabe, William Godwin New York 1933
- Walter Pater: Sebastian van Storck. Mit 8 Zeichnungen, Wien: Avalun-Verlag, 1924
- Walter Pater: Sebastian van Storck, übertragen von Felix Hübel. 8 Zeichnungen (Nachdruck der Wiener Ausgabe 1924), Frankfurt am Main, Berlin, Wien: Propyläen-Verlag, 1974
- Walter Pater: Sebastian van Storck. Mit 8 farbigen Ill. Einführung von P. G. Konody, London: John Lane, The Bodley Head, New York: Dodd, Mead and Company, 1924
- Edgar Allan Poe: The Fall of the House of Usher. 5 Illustrationen, Einführung von Arthur Symons, Paris: Edition Narcisse, 1928
- Antoine François Prévost d’Exiles: Manon Lescaut. 11 Illustrationen, Einführung Arthur Symons, London: John Lane, The Bodley Head sowie New York: Dodd, Mead and Co., 1928
- Frank Wedekind: Erdgeist. 12 Illustrationen, München: Georg Müller Verlag, o. J. [1920]
- Frank Wedekind: Die Büchse der Pandora. 12 Illustrationen. München: Georg Müller Verlag, o. J. [1920]
- Oscar Wilde: The Sphinx. Illustriert von Alastair. 11 Illustrationen, London: John Lane, The Bodley Head sowie New York: John Lane Company, 1920
- Oscar Wilde: Salome. 9 Illustrationen, Paris: Les Editions G. Cres et Cie., 1922 und 1923, 1925, 1927
- Oscar Wilde: L’Anniversaire de l’infante. 9 Illustrationen. Vorwort Harry Crosby, Paris: The Black Sun Press, 1928 – Identische Englische. Ausgabe: The Birthday of the Infanta, 1928
- Fünfzig Zeichnungen. Einführung Carl Van Vechten, New York: Alfred A. Knopf, 1925

## Texte von Alastair in deutschsprachigen Publikationen
- Gedichte, in: Der Weg, München, Heft 4 (April) 1919, S. 2 (Nachdruck : Nendeln/Liechtenstein: Kraus, 1969)
- Gedichte, Das flammende Tal, München: Hyperionverlag 1920
- Die Verwandlungen des Dandy, In: Styl. Blätter für Mode und die angenehmen Dinge des Lebens, hrsg. vom Verband der deutschen Modeindustrie e. V, Berlin: Verlag Otto v. Holten, II. Jg. (1923), Doppelheft
- Gedichte, in: Die Horen. Zweimonatshefte für Kunst und Dichtung, hrsg. von Hanns Martin Elster und Wilhelm von Scholz, Berlin: Horen-Verlag, 3. Jg. (1927), S. 21–24, Jg. (1928/29), S. 842–846 und S. 857–869
- Gedichte, in: Neue Schweizer Rundschau. Nouvelle Revue Suisse, Zürich: Verlag der Neuen Schweizer Rundschau, XXIV. Jg. von Wissen und Leben, Heft 12 (Dezember 1931), S. 943–946

## Veröffentlichte Übersetzungen ins Deutsche
- Jules Amédée Barbey d’Aurevilly: Die Gebannte. [L'Ensorcelée] Lingua, Konstanz [1950]; wieder Matthes & Seitz, Berlin 2017 (durchges. Übers.)
- Georges Bernanos: Johanna, Ketzerin und Heilige. [Jeanne, relapse et sainte] Hegner, Leipzig 1934; Arche, Zürich 1949
- Léon Bloy: Der Verzweifelte. [Le Désespéré] Roman. Kerle, Heidelberg 1954
- André Chamson: … der nicht mit den andern ging. [Roux, le bandit] Hoffmann & Campe, Hamburg 1949
- André Chamson: Blüte unterm Schnee. [La Neige et la fleur] Roman. Deutsche Verlags-Anstalt, Stuttgart 1953
- Paul Claudel: Herr, lehre uns beten. [Seigneur, apprenez-nous à prier] Kerle, Heidelberg 1955
- Paul Claudel: Schwert und Spiegel. [L'épée et le miroir] Kerle, Heidelberg 1955
- Jean Cocteau: Gedichte, in: Neue Schweizer Rundschau. Nouvelle Revue Suisse, 24. Jg. von „Wissen und Leben,“ Heft 2, 1931
- Henri Daniel-Rops: Bernhard von Clairvaux und seine Söhne. Kerle, Heidelberg 1964
- Luc Estang: Was ich glaube. [Ce que je crois], Kerle, Heidelberg 1958
- Théophile Gautier: Der Roman der Mumie. [Le Roman de la momie] Avalun 1925
- Théophile Gautier: Avatar. Avalun 1925 (zus. mit „Jettatura“ wieder: Suhrkamp, Frankfurt 1985, ISBN 3-518-37661-6)
- Théophile Gautier: Jettatura. Avalun 1925
- Théophile Gautier: Mademoiselle de Maupin. Illustr. Karl Walser. Goverts, Stuttgart 1965
- Sessue Kintaro Hayakawa: Der Sohn des Samurai. Das Leben des Sessue Hayakawa. Goverts, Stuttgart 1963
- James Joyce: Chamber music. Dt. Nachdichtung, in: Neue Schweizer Rundschau. Nouvelle Revue Suisse, Verlag der Neuen Schweizer Rundschau, Zürich 1930
- Jacques Madaule: Das Drama von Albi. Der Kreuzzug gegen die Albigenser und das Schicksal Frankreichs. [Le Drame albigeois et le destin francais] Nachwort Karl Rinderknecht. Übers. Alastair, Helene Henze. Walter, Olten 1964
- Maxence van der Meersch: Die kleine Heilige. [La petite Sainte Therese] Kiepenheuer & Witsch, Köln 1954
- André Maurois: Der Seelenwäger. Eine phantastische Erzählung. [Le Peseur d’âmes] Reclams Universalbibliothek, 7833. Reclam, Stuttgart 1956
- Klemens Wenzel Lothar von Metternich: „Geist und Herz verbündet.“ Metternichs Briefe an die Gräfin Lieven. Andermann, Wien 1942
- Gérard de Nerval: Gedichte, in: Die Horen. Zweimonatshefte für Kunst und Dichtung, Hgg. Hanns Martin Elster, Wilhelm von Scholz. Horen-Verlag, Berlin, 3. Jg. 1927, S. 23f.
- Comtesse de Noailles: Die Unschuldigen. Kurt Wolff, München 1926
- Robert Louis Stevenson: Meistererzählungen. Nachw. Richard Kraushaar. (Manesse Bibliothek der Weltliteratur) Manesse, Zürich 1958
- Robert Louis Stevenson: Der seltsame Fall des Dr. Jekyll und Mr. Hyde. [The strange case of Dr. Jekyll and Mr. Hyde] (Manesse indigo) Manesse, Zürich 2001
- Alfred de Vigny: Cinq-Mars. Roman [Cinq-Mars ou Une conjuration sous Louis XIII] Hoffmann & Campe, Hamburg 1948
- Evelyn Waugh: Saat im Sturm. Lebensbild des Edmund Campion aus der Zeit Elisabeths von England. Kösel & Pustet, München 1938
- Oscar Wilde: Das Bildnis des Dorian Gray. [The Picture of Dorian Gray] Roman. Lingua, Konstanz 1948
- Hugh Ross Williamson: Carl und Cromwell. [Charles and Cromwell] Hoffmann & Campe, Hamburg 1948
- Émile Zola: Die Sünde des Abbé Mouret. [La Faute de l’abbé Mouret]. Kurt Wolff, München 1922
- Die unerschütterliche Hilfe. Macht und Wirkung des Gebetes. [La Priée] (Dokumente religiöser Erfahrung) O. W Barth, Planegg 1957
- Johanna, die Jungfrau. Übers. und Bearb. aus den lateinischen und französischen Texten von Alastair. Barth, München-Planegg 1935; wieder Rinn, München 1956
- Maria Stuart. „Ich flehe, ich fordere, ich bekenne!“ Der Königin Briefe. Mit 4 Bildtafeln und 1 Stammbaum. Ausw. und Übers. Hans Henning von Voigt. Einleitung Werner Picht. Hüthig, Leipzig 1940 bis 1943 (mehrfache Aufl.). Wieder, mit 3 Bildtafeln und Stammbaum: Steingrüben, Stuttgart 1961

## Ausstellungen (Retrospektiven)
- 1973 Ernst-Moritz-Arndt-Haus, Bonn
- 2004 Ausstellung Alastair – Kunst als Schicksal, Stiftung Moritzburg
- 2007 Ausstellung Alastair – Kunst als Schicksal in München, Residenz, Bayerische Akademie der Schönen Künste